# Estuaire du Duddon

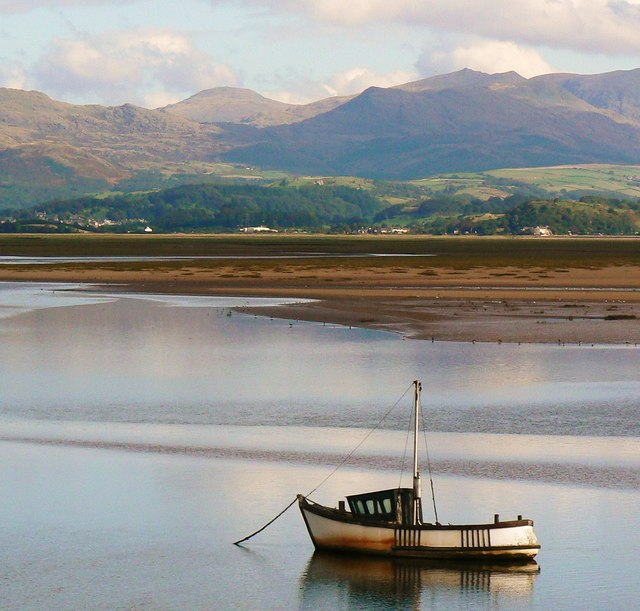
Bateau de pêche à l’ancre dans l’estuaire du Duddon

L'estuaire du Duddon est l’estuaire sablonneux et granuleux de la rivière Duddon qui se trouve entre la baie de Morecambe et la côte nord de Lonsdale. La rivière Duddon et son estuaire font partie des limites du comté historique du Lancashire.
Il s’ouvre sur la mer d'Irlande au nord de la péninsule de Furness. L’île Walney fait partie de son bord sud. Ses 45 km de rivage entourent une superficie de 35 km2, ce qui en fait le deuxième plus grand estuaire de Cumbria, après le Solway Firth, et l’un des six principaux estuaires du comté historique du Lancashire.
Les principales agglomérations le long de l’estuaire du Duddon sont Haverigg, Millom, Foxfield, Kirkby-in-Furness, Askam and Ireleth et Barrow-in-Furness.

## Importance biologique
L’estuaire dans son ensemble a été désigné site d'intérêt scientifique particulier (SSSI) en 1990 avec la fusion de cinq SSSI auparavant distincts : Duddon Sands, Sandscale Haws, North Walney, Hodbarrow Lagoon et Haverigg Haws. C’est un site Ramsar.

## Faune
L’estuaire du Duddon est important pour les crapauds calamite. Il abrite un cinquième de la population nationale de cet amphibien rare, que l’on ne trouve que sur 50 sites au Royaume-Uni, dont cinq dans l’estuaire du Duddon.

### Oiseaux
L’estuaire du Duddon est une zone importante pour la conservation des oiseaux. Les espèces qu'on peut y voir comprennent le canard pilet, le bécasseau maubèche et le chevalier gambette, plus des espèces sauvages hivernantes, y compris le tadorne de Belon, le harle huppé, l’huîtrier pie, le pluvier grand-gravelot, le bécasseau variable et le courlis cendré.
En 1998, l'estuaire a été désigné zone de protection spéciale (ZPS) en vertu de la directive oiseaux. Il s’est qualifié selon trois critères :
- il y a régulièrement plus de 20 000 oiseaux aquatiques hivernants.
- population reproductrice de sternes caugek.
- les populations hivernantes de canards, de bécasseaux et de chevaliers gambette ; les populations de passage de pluviers grand-gravelot et de bécasseaux sanderling[3].

En 2016, avant le référendum sur l'appartenance du Royaume-Uni à l'Union européenne, des consultations ont eu lieu sur une proposition visant à ce que la baie de Morecambe et l’estuaire du Duddon soient combinés dans une nouvelle ZPS. La nouvelle « ZPS » fusionnerait les ZPS existantes de la baie Morecambe et de l’estuaire du Duddon et y ajouterait des zones marines identifiées pour la reproduction des sternes dans l’une ou l’autre des ZPS.

## Flore
L’estuaire est d’une grande richesse botanique avec des communautés de plantes de pré-salé, de dunes de sable et de galets, y compris une communauté de végétation de bardeaux rare à l’échelle nationale à Haverigg Haws et North Walney.
Les espèces de bardeaux comprennent le pourpier de mer, l’orache à feuilles de lance, le caquillier et le chou marin. Toutes les prairies dunaires de Sandscale Haws, Haverigg Haws et North Walney abritent une flore riche, incluant la rare orchidée des dunes.

## Menaces
Le développement résidentiel n’a pas eu d’effet significatif sur l’intérêt de conservation de la nature de l’estuaire, mais il est menacé par les travaux de défense côtière, le pâturage par le bétail agricole, l’élévation du niveau de la mer, la pression récréative et le creusement pour trouver des appâts.